# Giuseppe Gualandi
Giuseppe Gualandi (Bologna, 13 gennaio 1866 – Bologna, 25 maggio 1944) è stato un ingegnere e architetto italiano.

## Biografia

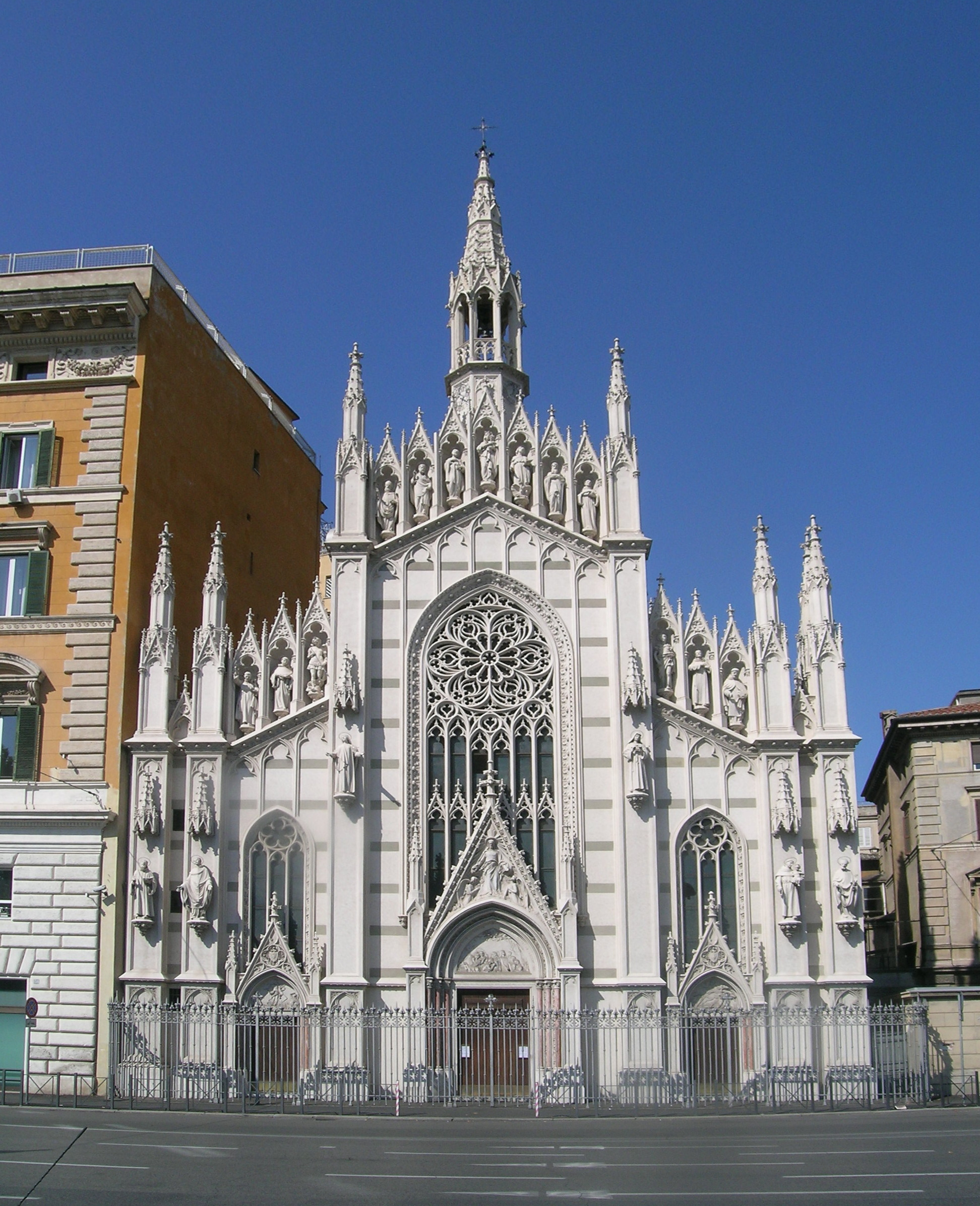
Roma, chiesa del Sacro Cuore del Suffragio

Attivo dai primi anni del XX secolo agli anni quaranta dello stesso secolo, è noto soprattutto per avere progettato diversi edifici, soprattutto chiese, in stile neogotico.
Suo padre, Francesco Gualandi, fu uno dei principali esponenti del neogotico italiano.
Costruì a partire dal 1894 la chiesa del Sacro Cuore del Suffragio a Roma, nel rione Prati, completata nel 1917, su stimolo del prete cattolico francese padre Victor Jouët.
Ideò e progettò la chiesa dei Salesiani di Santa Maria Ausiliatrice che sorse a Rimini nel 1912.
Progettò anche la chiesa parrocchiale di Sezzadio e il seminario interdiocesano della Regione Flaminia a Bologna, che fu aperto e inaugurato nel mese di dicembre del 1919. Sempre nel 1919 prese le redini di uno dei principali progetti del padre, il santuario dell'Addolorata di Castelpetroso, per portarlo a compimento.
Ad Ostra Vetere (AN) ristrutturò in stile neogotico la secentesca collegiata di Santa Maria di Piazza: la cupola e la cuspide del campanile, culminanti sull'abitato, sono state tra le prime strutture in cemento armato delle Marche.
Sempre al Gualandi si deve l'idea del tempio costruito in onore di Maria Porta Paradisi ad Asti, la cui prima pietra fu posta il 5 maggio 1902. Negli stessi anni progettò il Santuario di Nostra Signora delle Grazie e degli Alpini a Cassinasco, che si rifà invece ad un linguaggio neobizantino, insolito nella sua produzione.
Santa Maria delle Tombe, a Zola Predosa, è un'altra chiesa in stile neogotico dell'ingegnere Gualandi: fu terminata nel 1925, mentre la vecchia chiesa, in autentico stile romanico, ridotta a laboratorio per cementisti fu demolita nel 1960 per far posto alla nuova canonica.
Lo stesso Gualandi, nel 1939, realizza la chiesa di San Lorenzo in Strada a Riccione.
È sepolto nella tomba di famiglia, nella Galleria a Tre Navate della Certosa di Bologna.